# سوفين
سوفين (بالألمانية: Sonderfonds Finanzmarktstabilisierung - بالعربية : صناديق استقرار السوق المالية الخاصة) هو برنامج للحكومة الألمانية يهدف إلى تحقيق الاستقرار واستعادة الثقة في النظام المالي. تم إنشاؤه في منتصف الأزمة المالية 2007-2010 في 17 أكتوبر 2008 من قبل البرلمان الألماني وتم إصداره في 20 أكتوبر 2008. اعتبارًا من 31 ديسمبر 2010، توقفت عن تقديم خدمات جديدة ولكنها استمرت في إدارة الضمانات الحالية.
في نوفمبر 2011، تم الإعلان عن أنه سيتم إحياؤه للقضايا الجديدة المحتملة إذا لزم الأمر.
في البداية تم تأسيسها كوكالة تابعة للبنك الاتحادي الألماني وتشرف عليها وزارة المالية الفيدرالية. أدار الصندوق الدكتور هانز ريهم (المتحدث)، والدكتور كريستوفر بليستر وجيرهارد ستراتهاوس. تم تنفيذ العمليات من خلال ثلاث مهام
- توفير السيولة عن طريق ضمانات للديون الصادرة خصيصًا من قبل المؤسسات المالية المؤهلة
- الاستثمار في الأسهم (إعادة الرسملة)
- شراء الأوراق المالية في عمليات السوق المفتوحة

ويجوز لـ سوفين منح ضمانات تصل إلى 400 مليار يورو وإعادة رسملة أو شراء الأصول مقابل 80 مليار يورو إضافية.
في يناير 2011، تمت إعادة تنظيم سوفين ضمن الوكالة الألمانية التي تم إنشاؤها آنذاك لتحقيق استقرار الأسواق المالية. ومنذ نهاية عام 2015، لم يعد من الممكن التقدم بطلب للحصول على تدابير مساعدات منها. وبدلا من ذلك، تقوم دائرة الإدارة المالية بإدارة الممتلكات التي كانت موجودة منذ ذلك الحين وتسعى إلى تقليلها. وفي وظيفتها الرامية إلى تحقيق الاستقرار، تم استبدال نظام الإدارة المالية بصندوق الحل الأوروبي الموحد الجديد التابع لآلية الحل التابعة للبنك الأوروبي. في بداية عام 2018، تم دمج صندوق استقرار السوق المالية في جمهورية ألمانيا الاتحادية - وكالة التمويل جي أم بي أتش.

## روابط خارجية
- (بالألمانية والإنجليزية) Official site of the SoFFin